# Lot Bener Kelipah
Lot Bener Kelipah is een bestuurslaag in het regentschap Bener Meriah van de provincie Atjeh, Indonesië. Lot Bener Kelipah telt 669 inwoners (volkstelling 2010).